# Erdélyi Lajos (nyelvész)
Erdélyi Lajos (Uzon, 1871. június 1. – Budapest, 1932. február 24.) nyelvész.

## Életútja
Miután befejezte egyetemi tanulmányait, a kolozsvári és sepsiszentgyörgyi kollégium tanára volt. Később a budapest református főgimnáziumban tanított. Tanulmányúton járt Németországban és Finnországban. 1908-től a budapesti egyetem bölcsészettudományi karának magántanára, s szintén 1908-tól az Erzsébet-nőiskolai tanárképzőjének tanára volt. Több dolgozata jelent meg a nyelvjárások tanulmányozása és a mondattan köréből.

## Fontosabb művei
- Az összevont mondat modern szempontból (Bp., 1898)
- A Halotti Beszéd mint nyelvjárási emlék (Bp., 1915)
- A régi magyar irodalom történetéhez a nyelvjárások alapján (Bp., 1929)
- Magyar nyelvi tanulmányok (I–III. Bp.-Pécs, 1926–1930).